# Non uno di meno
Non uno di meno (一個都不能少T, 一个都不能少S, yí ge dōu bù néng shǎoP) è un film del 1999 diretto da Zhang Yimou. Il film ha ottenuto il Leone d'oro alla 56ª Mostra internazionale d'arte cinematografica di Venezia.

## Trama
Una ragazzina di 13 anni viene assunta per una breve supplenza nella scuola di una zona rurale e misera della Cina, in cui anche i gessetti sono un bene prezioso. Affronta completamente impreparata le difficoltà dell'insegnamento e stenta a imporre attenzione e ordine ai piccoli scolari. L'assenza di uno degli alunni, costretto dalla situazione familiare a lavorare in città, la costringe ad affrontare un viaggio disagevole e un'affannosa ricerca.
La giovanissima maestra è spinta dalla promessa di una ricompensa in denaro, fatta dal maestro che la ragazzina è incaricata di sostituire - a condizione che al suo ritorno, non ci sia neppure uno di meno degli alunni – ma anche dalla necessità di non deludere le aspettative del titolare della cattedra, insieme a una certa caparbietà di carattere e - si intuisce solo alla fine - a un sincero interessamento per la sorte del ragazzino, solo e affamato nella sconosciuta città.
L'avventura sarà coronata da un imprevedibile successo grazie alla paziente insistenza della maestra e all'intervento "salvifico" della "televisione verità". La piccola maestra cerca il suo studente e dopo essere apparsa in televisione lo trova; al villaggio verranno donati soldi e nuovi gessetti di tutti i colori. I soldi verranno utilizzati soprattutto per ricostruire la scuola, che ormai ha più di 50 anni.

## Riconoscimenti
- 56ª Mostra internazionale d'arte cinematografica di Venezia
  - Leone d'oro al miglior film